# NGC 1259
NGC 1259 is een lensvormig sterrenstelsel in het sterrenbeeld Perseus. Het hemelobject werd op 21 oktober 1884 ontdekt door de Franse astronoom Guillaume Bigourdan.

## Synoniemen
- PGC 12208
- MCG 7-7-46
- Arp 310